# 英商上海电车

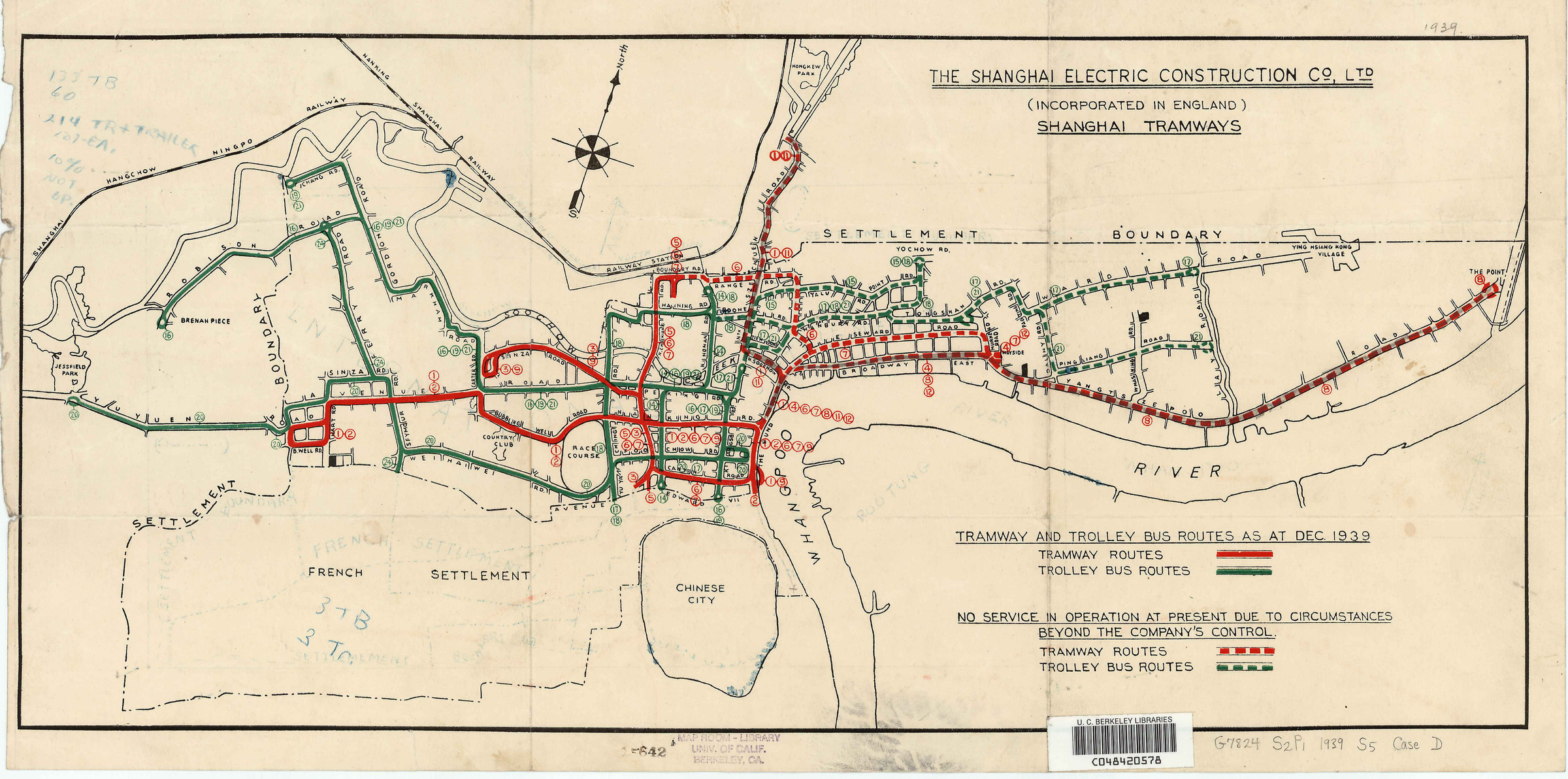
1939年上海公共租界中的有轨电车及无轨电车地图

上海电气建设公司（英語：Shanghai Electric Construction Co.），运营用名称为上海有轨电车（英語：Shanghai Tramways），简称“英商电车公司”或“英电”，成立于1906年，为上海市内最早运营的公共交通公司之一。英电于1908年开始运营上海最早的有轨电车线路，又于1914年运营了第一条无轨电车路线。英商电车公司（英租界）连同法商电车电灯公司（法語：La Compagnie Francaise de Tramways et d'eclairage electrique de Changhai）（法租界）和华商电车公司（华界）是上海租界时期的三大电车运营商之一，也是当时上海最重要的公交运营公司之一。同时，英电也是新加坡主要的电车运营公司。
公司总管理处设在上海，董事会设在英国伦敦。上海由中国人民解放军接管防务后，为上海市军管会征用，公司遂于1952年解散。

## 开设背景

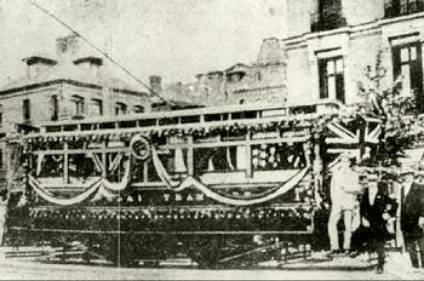
1908年3月5日，静安寺始发的第一辆有轨电车

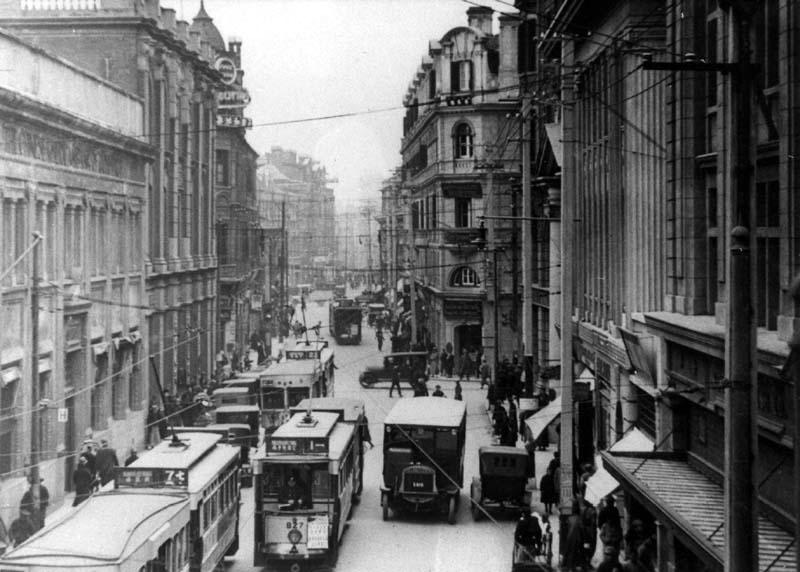
九江路上繁忙的电车线路

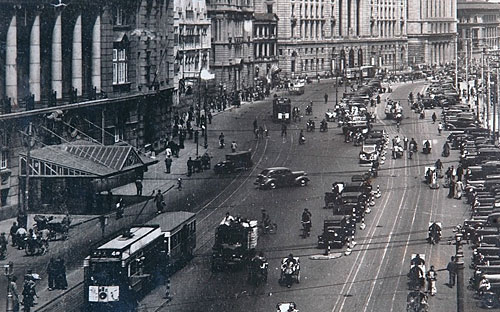
运营在外滩的电车线路

上海开埠后，因为租界限制华人进入，人口组成主要为英、法、美等外籍人士，人口相对较少，因而租界内基本使用马车作为交通工具。由于太平天国袭扰江浙一带，导致租界被迫对华人进行开放，租界也由此逐步扩大，人口急剧上升。到19世纪末，租界呈现出别样的繁荣，随之而来的便是日益严重的公共交通问题。

## 筹划
1881年，英商怡和洋行向法租界公董局倡议在租界内开办有轨电车服务，公董局采纳了倡议，并开始着手研究在法租界内行驶有轨电车交通的计划，这是上海有史以来第一次筹办有轨电车工程项目。
1882年，英商上海电气公司成立，随后上海公共租界工部局委任电气公司开始对租界范围内进行系统性的管网铺设以及架空线的设置。随着电气公司的成立以及各主要道路开始实行电气化路灯照明，电车的日常运营供电的问题开始得到解决。
1893年，公共租界纳税人会议授权工部局买下上海电气公司，随之组成了工部局直接经营的公用事业部门——电气处，并建立了大规模的发电厂和配电厂，安装了地下电缆和架空线。当电气线路基本完善后，电车交通随之提上议程。
1897年，公共租界工部局制定有关电车招标章程，并且编印了说明书送往伦敦、纽约、巴黎、柏林等地，征集上海有轨电车工程方案并进行投标。到翌年6月，工部局共圈定6家公司参与最终的投标。
1905年3月1日，英商布鲁斯·庇波尔公司最终获得在上海创办有轨电车工程的权利。所有工程由英商哈泼兄弟公司（Har Per Bros Co.）负责承包建设。9月21日，英商布鲁斯·庇波尔公司与工部局签订有关电车的专营合同，取得电车专营权35年。
1906年3月15日，布鲁斯·庇波尔公司将经营电车业务的权利转让给上海电气事业建设公司。

## 建设
1907年10月1日，隶属于上海电气事业建设公司的上海电气建设公司上海电车有限公司成立，总管理处设在北苏州路2号，注册资本为70万英镑，开办实际资本为32万英镑，而公司董事会则设在英国伦敦。同年，上海电气建设公司位于静安寺地区的静安寺车栈 (赫德路80号) 竣工。12月25日，公共租界工部局在派克路（今黄河路）、斐伦路（今九龙路）兴建的电车专用变电站亦最终完成。有轨电车所需各项基本要素都已完毕。

## 通车后

### 租界时期
1908年1月21日，上海第一辆有轨电车从静安寺车栈驶出，并在爱文义路（今北京西路）上进行试运行和相关设备的最后调试。3月5日清晨，上海第一条公交线路，英商1路有轨电车线路正式通车，全线总长6.04公里，自静安寺至外滩上海总会。
同年3月24日，由外白渡桥至杨树浦路勒克诺路的英商2路有轨电车通车。5月，卡德路向北经新闸路至靶子场(虹口公园)的电车线路开通运营。12月11日，英商2路电车延伸至外滩的上海总会，后改称3路电车。当年，英商上海电车公司总计开通8条有轨电车线路，分别为由静安寺--广东路外滩，杨树浦--广东路外滩，卡德路--虹口公园，北站--广东路，卡德路--芝浮路，静安寺--北站，卡德路--茂海路，东新桥--上海北站。
1913年，英商电车公司的汇山车栈（位于杨树浦路麦克利克路口）建成。1914年11月15日，中国的第一条无轨电车线路——14路正式运营，该条线路南起郑家木桥，北至老闸桥南堍，全线总长1.1公里，全程仅2站，南京路为中途站。通车时，当时的上海《时报》的现场报导里形容通车现场为“人们感到好奇，道傍伫立而观者，殊为拥挤。”在开办初期，拥有7辆无轨电车，均是英国无轨电车制造公司生产的603型。电车为木制结构的长方形车厢，铝皮车身，轮胎是实芯的橡皮轮胎，车厢设两个等级。1916年时，北延伸至天后宫桥（河南路桥）。1927年底，“英电”无轨电车线路已增加至到5条，车辆85辆，线长为25.1公里。
此后，英商上海电车公司的业务逐步发展，在1941年以前，建成并投入运营的公交电车线路共有20条，其中包括有轨电车、无轨电车。1943年，公司共运营18条线路，其中包括7条有轨电车线路和11条无轨电车线路。

### 租界沦陷后
1941年12月7日，太平洋战争爆发。8日，日军进入上海公共租界，同时接管英商上海电车公司。翌年3月20日，日军占领当局将英商上海电车公司强行委托给华中都市公共汽车股份有限公司进行经营，上海电车公司中止存在。民国33年，日本当局对英电设备进行估价，估得日元1330万元，划归汪精卫政府，由汪政府建设部与华中都市公司合并，改组为上海都市交通股份有限公司。1945年，电车的有些路轨与电线曾被日军拆除以支撑战争。

### 光复后
1945年8月15日，日军宣布无条件投降。9月29日，上海市公用局在九江路50号成立上海市公共汽车公司筹备处。11月，将英商上海电车有限公司发还原股东、董事会继续经营。当时，公司共有6条无轨电车线路和6条有轨电车线路。1947年，35年前与工部局签订的电车专营权合约期满，上海市政府准许其继续经营，并且规定延长期为7年，到1954年止。1949年，有轨电车运营线路由抗战结束后的6条增至8条，营运线路48.1公里，机车和拖车增至107辆。

## 运营

### 运营线路
英商电车公司的运营线路会随着客流走向的变化而改线或增减线，尤其是无轨电车。
| 1939年 - 1路 静安寺——外白渡桥——北四川路——靶子场（虹口公园） - 2路 静安寺——十六铺 - 3路 麦根路——东新桥 - 4路 为北站——东新桥 - 5路 北站——西门 - 6路 圆路 - 7路 十六铺——提篮桥 - 8路 十六铺——周家嘴路 - 9路 外洋泾桥——提篮桥 - 10路 外洋泾桥——兰路 - 11路 外洋泾桥——靶子场 - 12路 马霍路——老靶子路 - 13路 郑家木桥——河南路桥 - 14路 十六铺——提篮桥 - 15路 十六铺——四川路桥——麦根路 - 16路 泥城浜——河南路桥 - 19路 小沙渡——民国路 - 20路 外滩——兆丰花园（中山公园） - 21路 淮安路——平凉路兰州路 | 1943年 - 有轨1路 静安寺——虹口公园 - 有轨2路 静安寺——上海总会 - 有轨3路 淮安路——郑家木桥 - 有轨5路 东新桥——北站 - 有轨8路 上海总会——杨树浦底 - 有轨11路 上海总会——虹口公园 - 有轨12路 海门路——静安寺 - 无轨14路 十六铺——提篮桥 - 无轨16路 江西路——东新桥 - 无轨16路 昌平路——曹家渡 - 无轨17路 四川路桥——大世界 - 无轨18路 大世界——北站 - 无轨19路 西康路——昌平路 - 无轨20路 海关——兆丰花园 - 无轨20路 海关——静安寺 - 无轨20路 静安寺——兆丰花园 - 无轨21路 四川路桥——东新桥 - 无轨24路 陕西路——长寿路 |

### 票价
1908年，第一条线路通车后，全线共分3段。其中头等每段票价3分银元，全程15分；二等每段票价2分，全程3分。票价的悬殊主要是为了限制“华洋杂乘”。后在该年开业后不久为了吸引更多乘客，公司主动调低了票价。1911年和1915年电车票价又再次降价，头等降为2分、3分、4分；二等降为1分、2分、3分。1920年出现三等客票，每英里1.86枚铜元。后在1937年涨价至5.52枚铜元。1937年后，接收英商电车公司的日伪华中都市公司除普通客票外，还售有军警票，只限穿着制服的军警及从军看护妇使用。抗战胜利后，因通货膨胀严重，各公司按等级甲、乙、丙、丁、戊（A、B、C、D、E）发售车票，发售前一天临时盖印票价。1949年6月起，英电将票价7次调高。
此外，除单程票外，英电还发售月票和季票，在1908年9月首次发售。该类车票只限于外国人乘坐头等车厢使用，分成人和儿童两种，每张票价分别为8银元、5银元。月票记有乘客姓名，原不贴照片（后贴一寸半身照片），并分别标以G、L英文字母区别男女，男女童也用英文字母区别。每月以不同颜色区别。1909年，月票开始向华人出售，但只能乘坐三等车厢，且价格为每张5银元。英商电车与法商电车联营后，英法电车通用月票每张票价10银元。之后英商又发行了每张12银元的季票。从此，月票通称为月季票。1914年，头等成人月票价格调低至6银元，儿童月票3银元，三等月票3银元，同时新发售妇女月票，每张3银元。

## 结业
1949年以后，上海全境由中国人民解放军上海市军事管制委员会进行管理。朝鲜战争爆发后，英、美等国实行对大陆地区的封锁，因而使得英商上海电车有限公司运营日趋艰难。最终于1952年，上海市军管会宣布强行征用英商上海电车公司，运营了将近半个世纪的电车公司最终宣告结业。1958年，上海市公共交通公司成立。

## 影响
英商上海电车公司，在20世纪初的时间里，与法商电车电灯公司、华商电车公司一起，为上海的市政建设、公共交通作出了不可磨灭的贡献。当时，华界老城厢的绅士曾感慨：上海（租界）市面之盛，全赖于交通之便利。交通的便利是与英商电车公司有着不可分割的关系。该公司当年的某些运营线路甚至成为上海人经常慨叹的经典线路，例如1路电车，所运营道路皆为最重要的商业区，即南京路、外滩、四川北路，这些经典线路至今仍未老上海市民津津乐道。老一辈的上海人也亲切地称乘坐公交为“坐电车”。
同时，电车作为老上海主要的公共交通工具在文学作品中也频繁出现，如萧红就曾在其回忆录中记录到四川北路上的有轨电车一直要营运到深夜十二点钟。电影《万家灯火》的结尾也有描绘到暴风雨来临前上海市中心拥堵的电车的场景。